# Krachi (peuple)
Pour les articles homonymes, voir Krachi.
Les Krachi sont une population d'Afrique de l'Ouest vivant principalement au Ghana, également au Togo.

## Ethnonymie
Selon les sources et le contexte, on observe peu de variantes : Krachis, Krakye.

## Langue
Leur langue est le krachi (ou krache, krakye), une langue kwa, dont le nombre de locuteurs était estimé à 58 000 au Ghana en 2004.